# Poecilosoma annulatum
Poecilosoma annulatum är en fjärilsart som beskrevs av Max Wilhelm Karl Draudt 1915. Poecilosoma annulatum ingår i släktet Poecilosoma och familjen björnspinnare. Inga underarter finns listade i Catalogue of Life.